# Barillet (horlogerie)
Pour les articles homonymes, voir Barillet.

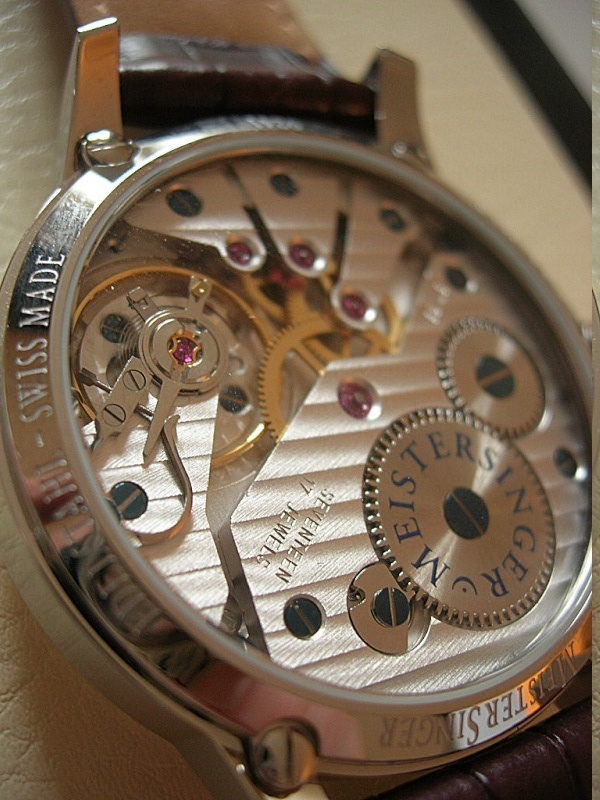
Fond transparent d'une montre Meistersinger. Le barillet est la pièce en bas à droite sur laquelle la marque de la montre est inscrite.

Le barillet est une mince boîte cylindrique avec un bord denté qui entraîne le rouage de la montre, activé par le déroulement du ressort moteur – le ressort de barillet – qu’il contient, fixé à l’intérieur par un axe central.  

## Principe de fonctionnement
Le barillet est un cylindre contenant le ressort moteur. Sa périphérie est dentée comme un engrenage. Une extrémité du ressort est attachée à la périphérie du barillet, l'autre à l'axe central. Pour tendre le ressort, le mécanisme de remontage (masse oscillante sur une montre automatique, couronne pour le remontage manuel) entraîne la périphérie du barillet, contraignant le ressort. Un cliquet anti-retour empêche le ressort de se détendre prématurément (il peut être écarté manuellement, afin de décharger le ressort pour la maintenance). Le ressort ne peut donc se détendre qu'en actionnant l'axe central du barillet, et à travers lui l'ensemble du  mouvement, de façon régulée par l'échappement. Le ressort continue à actionner l'axe central même pendant le remontage de la montre
,.

## Variantes
Certaines montres dotées d'une très grande réserve de marche possèdent deux, voire plusieurs barillets. C'est une réponse au problème de la variation du couple moteur : au fur et à mesure de la décharge du ressort moteur, le couple fourni diminue, ce problème est d'autant plus important pour un ressort de très grande taille. Ainsi, par exemple, la A. Lange & Söhne 31, qui possède une réserve de marche d'un mois, dispose d'un complexe mécanisme par lequel le barillet principal recharge périodiquement un barillet intermédiaire, qui à son tour actionne le mouvement.
Dans le mécanisme fusée-chaîne, qui vise aussi à résoudre ce même problème, le barillet est lisse, et relié par une chaîne à un pignon hélicoïdal : l'avantage mécanique augmente au fil du déchargement pour compenser le couple faiblissant du ressort.
Il existe aussi des mouvements qui possèdent un deuxième barillet pour alimenter certaines complications comme une répétition minute (lecture sonore de l'heure).
Certaines montres de gousset anciennes possèdent un barillet de sécurité dont le fonctionnement est inversé : le remontage est assuré par l'axe central, et la transmission du couple vers l'échappement par la périphérie. Ce mécanisme réduit le risque de dommage au mouvement en cas de casse du ressort moteur.